# Lethrus furcatus
Lethrus furcatus là một loài bọ cánh cứng trong họ Geotrupidae. Loài này được Jakovlev miêu tả khoa học năm 1890.